# Lemairegisa omaiensis
Lemairegisa omaiensis är en fjärilsart som beskrevs av William Schaus 1904. Lemairegisa omaiensis ingår i släktet Lemairegisa och familjen tandspinnare. Inga underarter finns listade i Catalogue of Life.